# Хирш, Питер
Питер Хирш (англ. Peter Bernhard Hirsch; род. 1925) — английский физик, член Лондонского королевского общества (1963).
С приходом к власти Гитлера вместе с семьей эмигрировал из Германии в Великобританию. Окончил Кембриджский университет, в котором начал работать в Департаменте физики. С 1966 г. — профессор Оксфордского университета (с 1992 г. — почётный профессор). В 1970 г. был назначен на должность председателя Комиссии по атомной энергии Великобритании. В 1975 г. за успешную работу получил титул рыцаря-бакалавра.
Основоположник метода просвечивающей электронной микроскопии. Разработал метод дифракционного контраста, который служит для наблюдения дефектов кристаллического строения веществ и применяется в физике, химии, минералогии, материаловедении, биологии. В 1956 г. со своими сотрудниками впервые наблюдал дислокации в кристаллах и их движение под пучком электронного микроскопа, чем заложил количественные основы теории дислокаций, что является физической основой теории прочности и пластичности.
Иностранный член Национальной инженерной академии США (2001), Российской академии наук (2006) по отделению физических наук.